# Troféu Cidade de Santander

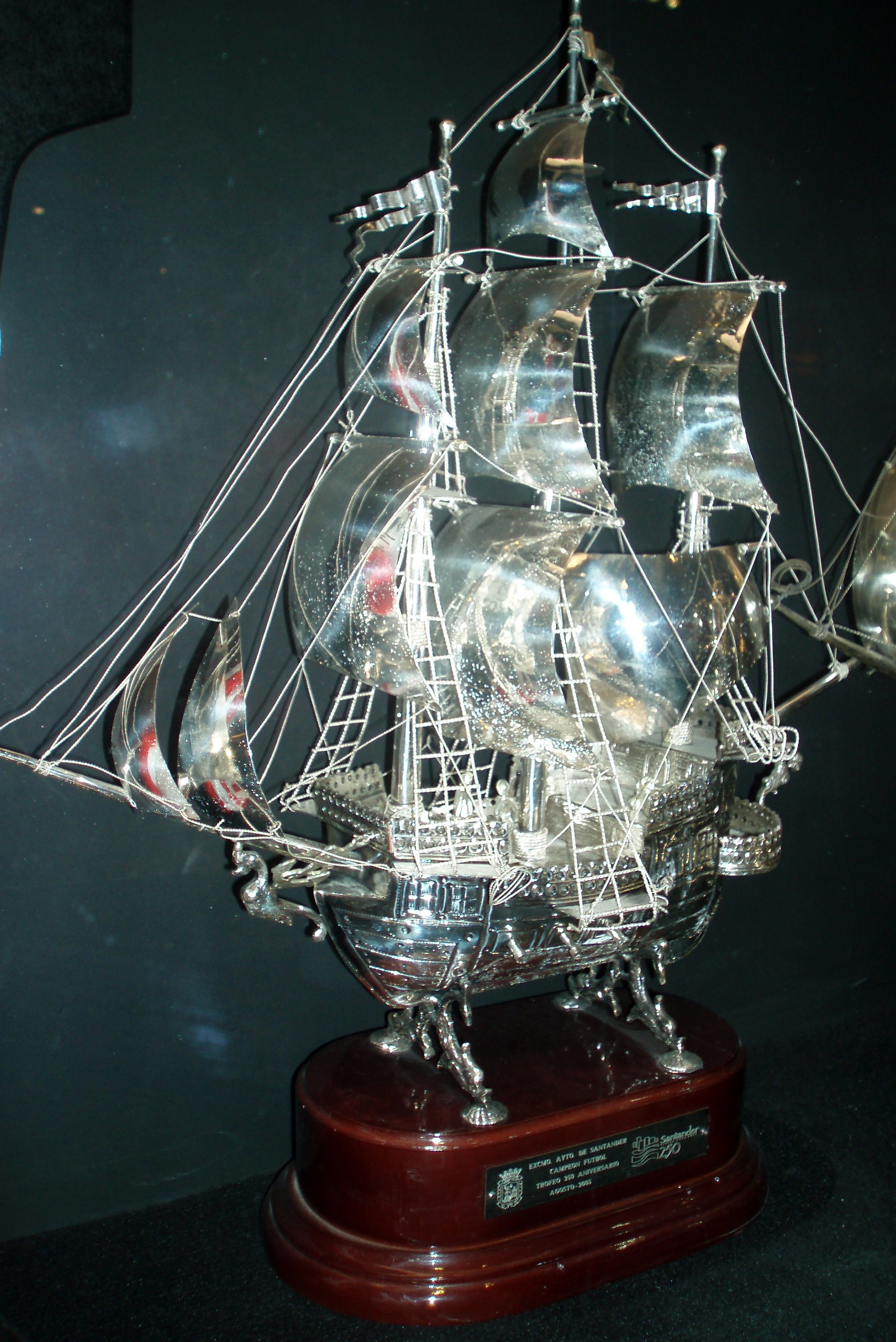
Trofeu comemorativo da competição em 2005.

O Troféu Cidade de Santander é uma competição amistosa de futebol realizada anualmente desde 1971 até 1993 na cidade de Santander, Espanha, no estádio El Sardinero. Até 1979 foi chamada de Troféu Príncipe Felipe. No ano de 2005 foi disputada uma edição especial do torneio, em comemoração aos 250 anos da cidade.

## Edições
| Ano  | Campeão                  | Vice                     |
| ---- | ------------------------ | ------------------------ |
| 1971 | Górnik Zabrze (POL)      | Torpedo Moscou (URSS)    |
| 1972 | Peñarol (URU)            | Sloboda Tuzla (IUG)      |
| 1973 | Racing Santander (ESP)   | Sporting (POR)           |
| 1974 | Dínamo de Moscou (URSS)  | Racing Santander (ESP)   |
| 1975 | Belenenses (POR)         | Honved (HUN)             |
| 1976 | West Ham (ING)           | Racing Santander (ESP)   |
| 1977 | Oviedo (ESP)             | Racing Santander (ESP)   |
| 1978 | Barakaldo (ESP)          | Racing Santander (ESP)   |
| 1979 | Oviedo (ESP)             | Racing Santander (ESP)   |
| 1980 | Flamengo                 | Levski Spartak (BUL)     |
| 1981 | Valladolid (ESP)         | Racing Santander (ESP)   |
| 1982 | Cruzeiro                 | Újpest (HUN)             |
| 1983 | Oviedo (ESP)             | Osasuna (ESP)            |
| 1984 | Racing Santander (ESP)   | Videoton (HUN)           |
| 1985 | Racing Santander (ESP)   | Atlético de Madrid (ESP) |
| 1986 | Racing Santander (ESP)   | Cruzeiro                 |
| 1987 | Athletic Bilbao (ESP)    | Racing Santander (ESP)   |
| 1989 | Racing Santander (ESP)   | Gimnasia y Esgrima (ARG) |
| 1991 | Real Madrid (ESP)        | Racing Santander (ESP)   |
| 1992 | Real Madrid (ESP)        | Racing Santander (ESP)   |
| 1993 | Real Madrid (ESP)        | Racing Santander (ESP)   |
| 2005 | Atlético de Madrid (ESP) | Racing Santander (ESP)   |